# Michael Achzennicht (Landrichter)
Michael Achzennicht (* 10. November 1594 in Zeitz; † 24. Oktober 1652 in Zeitz; beigesetzt 29. Oktober 1652 ebenda) war ein deutscher Jurist und kursächsischer Landrichter im Stift Zeitz.

## Leben
Er war der Sohn des Zeitzer Bürgermeisters Michael Achzennicht und dessen zweiter Ehefrau Margarethe geborene Zeisler, die Tochter des Bürgers und Bäckers Caspar Zeisler. Mit Unterstützung des Vaters erlangte er eine einträgliche Stellung im Stift Zeitz und war als Landrichter tätig. Er war im Dreißigjährigen Krieg an mehreren wichtigen Entscheidungen in Zeitz und Naumburg (Saale) beteiligt und verfasste mehrere Trauergedichte, so u. a. für Erhard Lauterbach.
Aus Anlass seiner Beisetzung in der Michaeliskirche in Zeitz erschien eine Leichenpredigt bei Henning Köhler in Leipzig in Druck, die neben der Predigt des Zeitzer Pfarrers Hartmann Schacher auch den Lebenslauf des Verstorbenen und mehrere Trauergedichte von Verwandten oder befreundeten Personen enthält.